# كولين كلاين
كولين كلاين (بالإنجليزية: Collin Klein) هو لاعب كرة قدم أمريكية ولاعب كرة القدم الكندية أمريكي، ولد في 19 سبتمبر 1989 في لوفلاند في الولايات المتحدة.